# Zhu Kaixuan
Zhu Kaixuan (chinesisch 朱開軒; * November 1932 in Shanghai; † 7. Juni 2016 in Peking) war ein chinesischer Politiker der Kommunistischen Partei Chinas (KPCh), der unter anderem von 1993 bis 1998 Vorsitzender der Staatskommission für Bildung im Staatsrat der Volksrepublik China war.

## Leben
Zhu Kaixuan trat 1950 der Volksbefreiungsarmee bei und begann 1951 ein Studium an der Ersten Luftfahrtschule der Chinesischen Volksbefreiungsarmee, welches er dann an der Abteilung für automatische Steuerung des Pekinger Instituts für Luftfahrt und Technologie fortsetzte und 1958 beendete. Während des Studiums trat er im Mai 1953 als Mitglied der Kommunistischen Partei Chinas (KPCh) bei. Nach Abschluss seines Studiums nahm er selbst eine Lehrtätigkeit als Lektor am Pekinger Institut für Luftfahrt und Technologie auf und wurde 1982 Prodekan sowie Sekretär des Parteikomitees des Instituts. 1985 wurde er stellvertretender Vorsitzender der Staatskommission für Bildung und später gleichzeitig Vorsitzender der Disziplinarkommission dieser Kommission. Auf dem Dritten Nationalkongress des Chinesischen Verbandes für Wissenschaft und Technologie wurde er am 28. Juni 1986 zum Mitglied des Ständigen Ausschusses des Verbandes gewählt. Auf dem XIII. Parteitag der Kommunistischen Partei Chinas (25. Oktober bis 2. November 1987) wurde er Kandidat des Zentralkomitees der Kommunistischen Partei Chinas (ZK der KPCh) und behielt diese Funktion nach seiner Bestätigung auf dem XIV. Parteitag der Kommunistischen Partei Chinas (12. bis 19. Oktober 1992) bis zum XV. Parteitag der Kommunistischen Partei Chinas (12. bis 19. September 1997).
Als Nachfolger von Li Tieying übernahm Zhu Kaixuan im März 1993 schließlich selbst das Amt als Vorsitzender der Staatskommission für Bildung im Staatsrat der Volksrepublik China und hatte dieses fünf Jahre lang bis März 1998 inne, woraufhin Chen Zhili in das wiedergeschaffene Amt des Bildungsministers berufen wurde. Am XV. Parteitag der Kommunistischen Partei Chinas (12. bis 19. September 1997) nahm er noch als Delegierter teil. Nach seinem Ausscheiden aus dem Staatsrat war er zwischen 1998 und 2003 in der neunten Legislaturperiode Mitglied des Ständigen Ausschusses des Nationalen Volkskongresses, einem Komitee mit etwa 150 Mitgliedern des Nationalen Volkskongresses, welcher zwischen Plenartreffen des Nationalen Volkskongresses einberufen wird und gemäß der Verfassung der Volksrepublik China Gesetzgebungen innerhalb einer vom Volkskongress gestellten Frist bearbeitet, womit er de facto das Parlament der Volksrepublik ist. Er war zugleich zwischen 1998 und 2003 auch Vorsitzender des Ausschusses des Nationalen Volkskongresses für Bildung, Wissenschaft, Kultur und Gesundheit. Nach seinem Tode wurde er auf dem Pekinger Revolutionsfriedhof Babaoshan beerdigt.